# O hoppets dag, som klarnar opp
O hoppets dag, som klarnar opp är en kristen psalm. Texten är skriven av Johan Olof Wallin.

## Publicerad i
- 1819 års psalmbok, som nummer 461 under rubriken "Med avseende på de yttersta tingen: Längtan till det himmelska och eviga vid betraktandet av världens fåfänglighet och onda väsende".
- Den svenska psalmboken 1937, som nummer 552 under rubriken "H. De yttersta tingen: 2. Det kristna hoppet inför döden".